# Српска православна општа гимназија „Кантакузина Катарина Бранковић”
Српска православна општа гимназија „Кантакузина Катарина Бранковић“ је приватна средња школа с правом јавности у Загребу. Гимназија је једина средња школа Српске православне цркве на простору бивше Југославије.
Школа је основана 2005. године као наставак 200 година дуге традиције православног мањинског орбазовања у граду. Настава у школи се одвија на српском и хрватском језику, а обавезни наставни предмети су, по хрватском плану и програму за гимназију општег типа: српски, хрватски, енглески, немачки, латински, историја, географија, политика и економија (отприлике одговара бившем предмету "Устав и право грађана" у српском систему), музичка култура, ликовна култура, православна веронаука, социологија, психологија, хемија, физика, биологија, математика, физичко и здравствено васпитање, екологија (изборни предмет), информатика (обавезна у првом разреду а изборна у 2., 3. и 4.) и филозофија (у оквиру предмета "Логика" и "Филозофија" који су по хрватском систему одвојени).
Образовање у Српској православној гимназији је бесплатно, а школу похађају ученици из разних делова Хрватске, из Србије, Босне и Херцеговине и Молдавије те је отворена за све заинтересоване ученике без обзира на националну или верску припадност.
Школа је акредитована од стране хрватског Министарства знаности, образовања и спорта, а будући да се настава одвија и на српском и хрватском, те се дипломе и сведочанства издају на два писма, пракса је показала да се дипломе признају и у региону без додатних административних процедура. Бивши ученици студирају у Хрватској, Босни и Херцеговини, Србији, Аустрији, Турској и Русији.

## Назив школе
Школа носи име по Катарини Бранковић, ћерки српског деспота Ђурђа Бранковића и Јерине Бранковић. Катарина Бранковић је део свог живота провела у Загребу и данашњој северној Хрватској и у том је периоду између осталога настао и Вараждински апостол, најстарија сачувана књига на ћирилици са простора данашње Хрватске.

## Историја
Иницијативу за оснивање школе дао је митрополит загребачко-љубљански и целе Италије Јован.
Министарство науке, образовања и спорта Владе Републике Хрватске одобрило је рад гимназији 10. маја 2005. године те је школа почела с радом у школској години 2005/06.

## Програм школе
Школа функционише по програму опште гимназије са правом јавности и по њезином завршетку ученици могу уписати било који факултет у Хрватској, Србији или у другим земљама. Ученици уз редовну наставу похађају и обавезни српски језик, православну веронауку (про-грчку) и по 30 одсто садржаја из српске културе из предмета географије, историје, ликовне културе и музичке културе. Ученици у првом и другом разреду као факултативни предмет који им не улази у просек похађају и црквенословенски језик.